# Плімут (округ Рок, Вісконсин)
Плімут (англ. Plymouth) — місто (англ. town) в США, в окрузі Рок штату Вісконсин. Населення — 1245 осіб (2020).

## Демографія
Згідно з переписом 2010 року, у місті мешкало 1235 осіб у 460 домогосподарствах у складі 377 родин. Було 496 помешкань
Расовий склад населення:
| - 97,6 % — білих - 0,5 % — чорних або афроамериканців - 0,2 % — корінних американців |

До двох чи більше рас належало 1,1 %. Частка іспаномовних становила 0,7 % від усіх жителів.
За віковим діапазоном населення розподілялося таким чином: 23,2 % — особи молодші 18 років, 62,3 % — особи у віці 18—64 років, 14,5 % — особи у віці 65 років та старші. Медіана віку мешканця становила 45,0 року. На 100 осіб жіночої статі у місті припадало 106,9 чоловіків;  на 100 жінок у віці від 18 років та старших — 106,3 чоловіків також старших 18 років.
Середній дохід на одне домашнє господарство  становив 76 606 доларів США (медіана — 68 929), а середній дохід на одну сім'ю — 80 397 доларів (медіана — 76 071). Медіана доходів становила 50 750 доларів для чоловіків та 50 769 доларів для жінок. За межею бідності перебувало 8,4 % осіб, у тому числі 12,8 % дітей у віці до 18 років та 1,3 % осіб у віці 65 років та старших.
Цивільне працевлаштоване населення становило 585 осіб. Основні галузі зайнятості: освіта, охорона здоров'я та соціальна допомога — 25,1 %, виробництво — 20,7 %, роздрібна торгівля — 10,1 %, науковці, спеціалісти, менеджери — 9,6 %.